# Christfried Schmidt

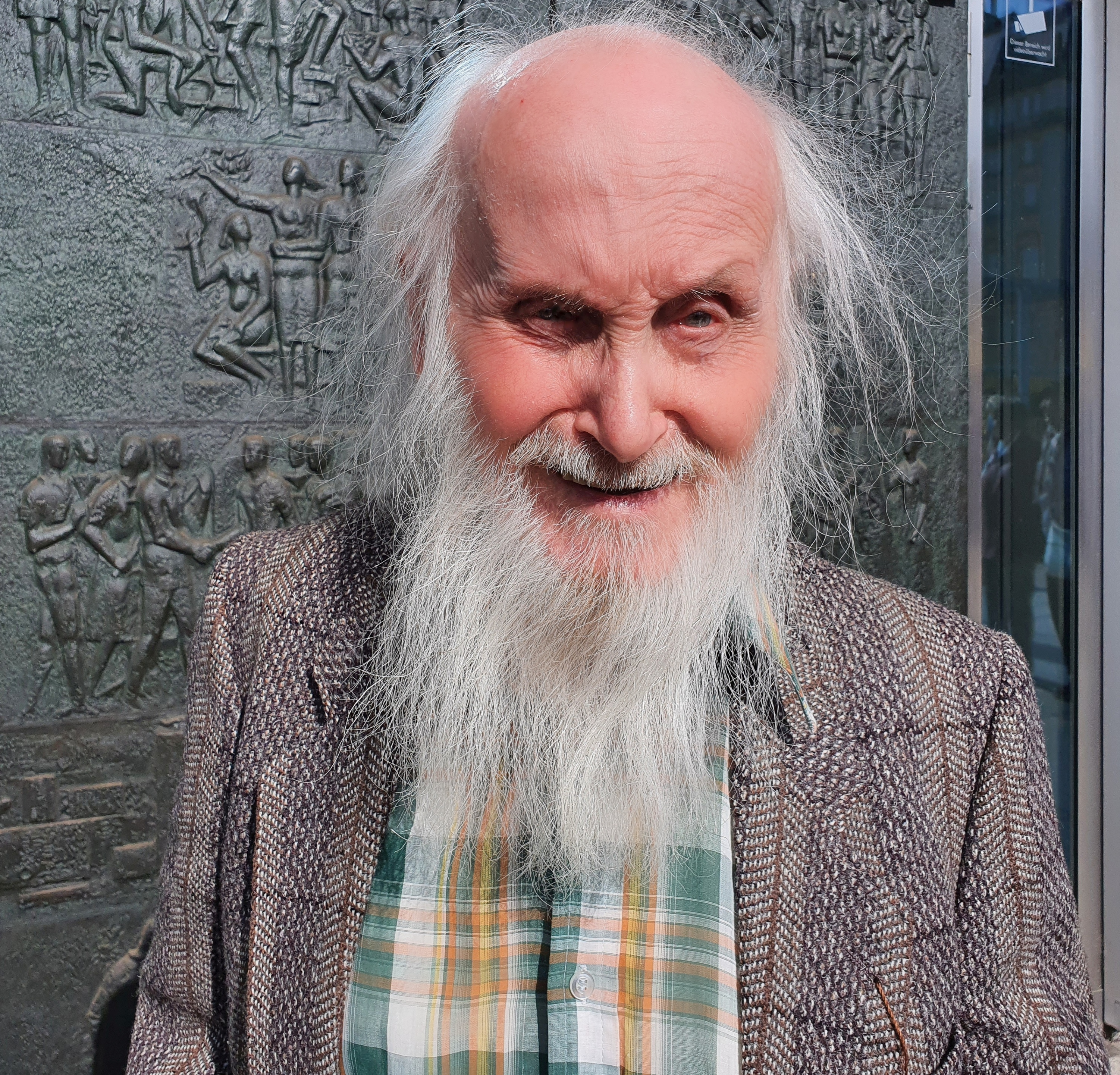
Christfried Schmidt am 3. Oktober 2021, dem Tag der Uraufführung seiner Sinfonie Nr. 2, komponiert im Jahr 1968, im Kulturpalast Dresden

Christfried Schmidt (* 26. November 1932 in Markersdorf (Oberlausitz); † 29. April 2025 in Berlin) war ein deutscher Komponist und Arrangeur.

## Leben und Wirken
Christfried Schmidt wurde 1932 als Sohn eines Müllers in Markersdorf geboren. In Görlitz besuchte er das Gymnasium und erhielt beim Humperdinck-Schüler Emil Kühnel Klavierunterricht. Er absolvierte von 1951 bis 1954 ein Kirchenmusikstudium an der Evangelischen Kirchenmusikschule Görlitz (B-Examen) sowie von 1955 bis 1959 bei Werner Buschnakowski (Orgel) und Johannes Weyrauch (Tonsatz) an der Hochschule für Musik Leipzig (A-Examen). In Leipzig machte er sich bei Hermann Heyer (1898–1982), Professor an der Hochschule für Musik, mit Neuer Musik vertraut.

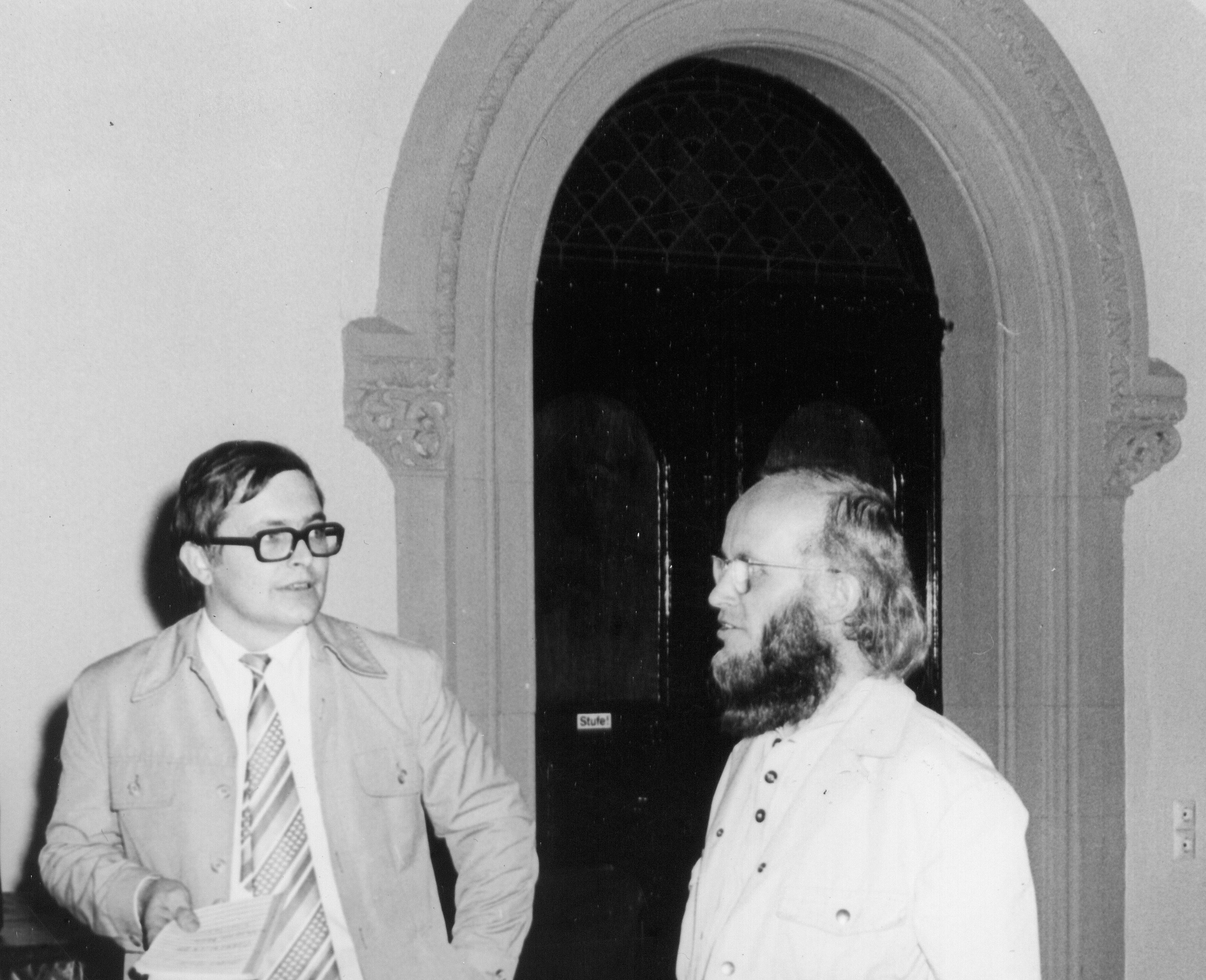
Christfried Schmidt (rechts) und der Musikwissenschaftler Frank Schneider bei einem Rossendorfer Klubabend (ROK 81) am 20. Juni 1976 in der Garnisonkirche St. Martin in Dresden

Von 1960 bis 1962 war Schmidt Kirchenmusiker in Forst. Von 1963 bis 1964 wirkte er als Schauspielkapellmeister in Quedlinburg und war dann von 1965 bis 1980 freischaffender Klavierlehrer und Chorleiter in Quedlinburg. In Warschau begegnete er dem japanischen Musikwissenschaftler Ichirō Tamura, der ihm die Aufführung seiner Werke in Japan ermöglichte. Ab 1980 lebte Schmidt als freischaffender Komponist in Berlin-Prenzlauer Berg. Den künstlerischen Durchbruch brachte die Uraufführung seines Oboenkonzertes durch Burkhard Glaetzner bei den DDR-Musiktagen 1984.
Sein Orchesterwerk Memento wurde 2002 im Leipziger Gewandhaus durch das MDR-Sinfonieorchester unter Fabio Luisi uraufgeführt.
2019 brachte die Sing-Akademie zu Berlin unter Kai-Uwe Jirka seine Markuspassion aus dem Jahr 1975 nach 45 Jahren zur Uraufführung. Das hochexpressive, eigensinnige Werk verbindet aleatorische Kompositionsverfahren (beeinflusst von Lutoslawskis kontrollierter Aleatorik) mit einer polyphonen Denkungsart in der Nachfolge J. S. Bachs und der Wiener Schule.
Am 3. Oktober 2021 wurde seine 2. Sinfonie „In memoriam Martin Luther King“ (1968) im Dresdner Kulturpalast von der Dresdner Philharmonie unter Leitung von Jonathan Stockhammer und mit Antigone Papulkas sowie Robert Koller als Gesangssolisten mehr als ein halbes Jahrhundert nach ihrer Entstehung in Anwesenheit des Komponisten uraufgeführt.
Christfried Schmidt starb am 29. April 2025 in Berlin.

## Auszeichnungen und Mitgliedschaften
- 1971: Kompositionspreis in Nürnberg
- 1973: Kompositionspreis in Stettin
- 1976: Kompositionspreis in Triest
- 1978: Kompositionspreis in Boswil
- 1987: Kunstpreis der DDR
- 1990: Mitglied der Akademie der Künste, Berlin (Ost) (bis 1991)
- 1991: Johann-Wenzel-Stamitz-Preis
- 1998: Mitglied der Sächsischen Akademie der Künste
- 1999: Kunstpreis Berlin (Förderungspreis)

## Werke
| Jahr      | Titel                             | UA-Jahr | UA-Ort   |
| --------- | --------------------------------- | ------- | -------- |
| 1965      | Landnahme                         | 1994    | Berlin   |
| 1967      | 1. Sinfonie. Hamlet               |         |          |
| 1968      | 2. Sinfonie. Martin Luther King   | 2021    | Dresden  |
| 1969      | Klavierkonzert                    | 1974    | Berlin   |
| 1969–1995 | Kammermusik I-XI                  |         |          |
| 1970      | Petite Suite                      | 1970    | Tokio    |
| 1970      | Psalm 21                          | 1971    | Nürnberg |
| 1971      | Bläserquintett                    | 1973    | Berlin   |
|           | Kammermusik II                    | 1998    | Görlitz  |
| 1973      | Kammermusik VI                    | 1983    | Berlin   |
| 1973      | Tonsetzers Alptraum               | 1976    | Dresden  |
| 1974      | Violinkonzert                     | 1991    | Berlin   |
| 1974      | Cellokonzert                      | 1976    | Leipzig  |
| 1975      | Markuspassion                     | 2019    | Berlin   |
| 1977      | Flötenkonzert                     | 1978    | Berlin   |
| 1978      | Ein Märchen - kein Märchen        | 1981    | Berlin   |
| 1980      | Munch-Musik                       | 1981    | Leipzig  |
| 1982      | Die Zeit und die Zeit danach      | 1985    | Berlin   |
| 1983      | Oboenkonzert                      | 1984    | Berlin   |
| 1985      | Orchestermusik I                  | 1988    | Berlin   |
| 1989      | Das Herz. Oper nach Heinrich Mann | 1996    |          |
| 1996      | Klarinetten-Quintett              | 1997    | Berlin   |
|           | Memento                           | 2000    | Leipzig  |